# Alan Soble
Alan Soble, ameriški filozof judovskega rodu, * 1947, Filadelfija, Pensilvanija, Združene države Amerike
Ukvarja se s filozofijo spolnosti in ljubezni.

## Delovanje
Od leta 1985 do 2006 je bil raziskovalni profesor profesor na Univerzi v New Orleansu, ZDA in od 2007 do svoje upokojitve 2016 redni profesor na oddelku za filozofijo Univerze Drexel, kjer je poučeval filozofijo seksa in ljubezni na do in podiplomskem študiju. Napisal je tri znanstvene knjige o spolnosti in eno, posvečeno ljubezni, uredil pa je tudi številne antologije za poučevanje filozofije ljubezni in seksa in enciklopedijo. Zlasti na področju filozofije seksa se je uveljavil z odmevno enciklopedijo Sex from Plato to Paglia (1980), s čimer je postal eden od ustanovnih članov in voditeljev na tem področju. Prav tako je leta 1977 ustanovil ter bil do leta 1992 tudi direktor, sprva ameriškega, kasneje mednarodnega Društva za filozofijo seksa + ljubezni, v katerega so vključeni filozofi in filozofinje omenjenih področij iz 15 držav po vsem svetu.
Njegov pristop k filozofiji seksa in ljubezni temelji na analitični filozofiji, kar je zlasti značilno za anglosaksonski pristop in se razlikuje denimo od evropskega, kontinentalnega, ki temelji predvsem na psihoanalitičnemu (Lacan, Miller, Žižek, Dolar) in strukturalističnemu (Foucault, Derrida) pristopu. V Sloveniji je Soble na pobudo filozofinje Katarine Majerhold postal član uredništva znanstvene revije Časopis za kritiko znanosti leta 2018. Majerhold, ki je prav tako članica omenjene revije, je prevedla tudi poglavje »Seksualni koncepti« (COBISS) iz njegove knjige The Philosophy of Sex and Love za Časopis za kritiko znanosti (2017).  
Prevedla je tudi njegov članek »Ljubezen: konceptualno, faktično, normativno« za revijo Apokalipsa. Soble se v članku med drugim osredotoča na kritiko Vellemanovega pojmovanja ljubezni, ki kritizira Soblovo trditev: »Ko x ljubi y, x želi vse najboljše za y in v skladu s svojimi zmožnostmi deluje tako, da si kar najbolj prizadeva za dobro y« (Soble, »Zaveza, avtonomija in skrb«, 1997). Namesto tega David J. Velleman ponudi svojo tezo ljubezni: »Zdi se, da zgoraj navedeni avtorji razmišljajo o blaženi družini, v kateri skrb za druge nujno sovpada s skrbjo zanje. Vsekakor me ljubezen do mojih otrok vodi k temu, da skoraj vsak dan spodbujam njihove interese; vendar ko pomislim na druge ljudi, ki jih imam rad – starše, brate, prijatelje, nekdanje učitelje in študente – o sebi ne razmišljam kot o zastopniku njihovih interesov«. A Soble se kot oseba v odnosih obnaša natanko tako kakor o ljubezni zapiše Velleman, zato Sobla kot avtorja o ljubezni ne bi smeli jemati resno.  
Soble se identificira kot biseksualec.  